# Skhinate
Skhinate (arabiska: السخينات) är en ort i Marocko, som i folkräkningen räknas som stad i landskommunen Sidi Harazem. Den ligger i prefekturen Fès och regionen Fès-Meknès, 180 km öster om huvudstaden Rabat. Antalet invånare var 3 509 vid folkräkningen 2014.